# Antoine Crespin
Pour les articles homonymes, voir Crespin et Bec (homonymie).
Pour les autres membres de la famille, voir Famille Crespin du Bec.
Antoine du Bec-Crespin, mort à Rouen le 15 octobre 1472, seigneur de Mauny et du Bec Crespin, est un prélat français  du XVe siècle.

## Biographie
Antoine du Bec-Crespin est issu  de l'une des plus illustres familles de Normandie, le fils  de Guillaume, baron du Bec-Crespin et de Mauny, et de Jacqueline Auvricher. Son frère Jean, sénéchal de Normandie, épouse Marguerite d'Amboise.
Antoine du Bec est protonotaire apostolique et chanoine de Notre-Dame de Paris en 1446. Il succède  à Nicolas Fraillon, trésorier de la Sainte-Chapelle de cette ville en 1447, et est élu évêque de Paris la même année. Sa prestation de serment a lieu entre les mains du roi Charles VII en juin 1448 ; mais on ne sait compter Antoine du Bec-Crespin au nombre des prélats qui ont gouverné l'église de Paris, puisque, avant d'avoir été sacré et avant même d'avoir pris possession de son siège, il est transféré, en mars 1449, à celui de Laon.
Le roi ayant établi à Laon le tribunal du bailli de Vermandois, Antoine plaide à cet effet en 1453, prétendant que ce bailli donnait trop d'atteintes à sa juridiction. Le Parlement  décide que le duché de l'évêque de Laon ne comprend que dix-sept villages. Ce règlement met plus d'ordre dans l'administration de la justice, qui s'exerce quelquefois sur des sujets légers et peu importants. En 1455, Antoine assiste à un concile qui se tient à Soissons, et en 1458, au jugement porté à Vendôme contre le comte d'Alençon.
L'évêque de Laon est transféré au siège archiépiscopal de Narbonne en 1460. Antoine est  mentionné en 1462 comme administrateur perpétuel de l'abbaye Saint-Jean de Laon et il est abbé de Jumiéges. En 1469 le roi lui donne la mission de réunir à Rouen les États de la province de Normandie. Antoine du Bec-Crespin signe le traité de paix conclu à Amiens entre le roi et François II, duc de Bretagne. En 1470 il obtient du roi des lettres qui assuraient ses droits et sa juridiction de métropolitain sur l'évêque d'Alet.

## Armoiries
Fuselé d'argent et de gueules.